# Bataille du moulin de Lacolle (1812)
Pour les articles homonymes, voir Lacolle (homonymie).
Guerre de 1812
Batailles
- Bataille de l'île Mackinac (1812)
- Bataille de Fort Dearborn
- Bataille de Détroit
- Campagne du Niagara
- Bataille du moulin de Lacolle (1812)

- Bataille de Frenchtown
- Combat de la Shannon et de la Chesapeake
- Bataille de York
- Bataille de la rivière Thames
- Guerre Creek
- Bataille de la Châteauguay
- Bataille de la ferme Crysler

- Bataille de l'île Mackinac (1814)
- Incendie de Washington
- Bataille de Prairie du Chien
- Bataille de Baltimore

- Bataille de La Nouvelle-Orléans

La bataille du moulin de Lacolle eut lieu le 20 novembre 1812, durant la guerre de 1812. Dans une bataille qui fut courte et brève, une petite garnison britannique et des volontaires canadiens, avec l'aide des Mohawks de Kanesatake défendirent le fortin militaire du village de Lacolle.

## Déroulement
L'invasion américaine fut préparée et commandée par le major-général Henry Dearborn. Il captura le fortin militaire, aujourd'hui situé à l'emplacement de l'hôtel de ville de Lacolle, dans les petites heures du matin, peut-être après une brève confrontation avec les forces alliées, à l'aide d'environ 1 100 hommes, 300 cavaliers et 800 soldats. Dans la noirceur, un deuxième groupe d'Américains attaqua les troupes dans le fortin, d'où une petite bataille entre les deux groupes américains. À la suite de cette confusion, les Britanniques et Canadiens sous le commandement de Charles de Salaberry lancèrent une contre-offensive contre les forces américaines perturbées, les forçant à se retirer au lac Champlain et ensuite du Bas-Canada. Après cette défaite, les troupes américaines, démoralisées, n'attaquèrent pas Lacolle avant 1814, soit deux ans après cette défaite, pour ce qui sera la seconde bataille du moulin de Lacolle.

## Autres lectures
- (en) René Chartrand, Canadian military heritage, vol. v. 1. 1000-1754, Montréal, Art Global, 1993 (ISBN 978-2-920-71849-4)